# 社会経済史学会
社会経済史学会（しゃかいけいざいしがっかい、英語: The Socio-Economic History Society）は、日本の学術研究団体の一つ。

## 概要
1930年12月27日設立。学術研究団体としての種別は単独学会。
経済学を学術研究領域としている。経済史研究者および周辺分野の研究者を組織し、相互の研究連絡および情報交換を活発に行うことにより、社会経済史学の発展を期して設立された。
国内においては日本経済学会連合に、国際学術連合体としては国際経済史協会に加入している。

## 沿革
- 1930年 - 社会経済史学会発足。

## 刊行物

### 社会経済史学
- 誌名（和文）：社会経済史学
- 誌名（欧文）：SOCIO-ECONOMIC HISTORY
- 創刊年：1931
- 資料種別：ジャーナル（査読付き論文を含む）
- 使用言語：日本語（英文抄録あり）
- 発行形態：-
- 著作権帰属先：-
- クリエイティブコモンズ：-
- 購読：-